# Xã Witt, Quận Montgomery, Illinois
Xã Witt (tiếng Anh: Witt Township) là một xã thuộc quận Montgomery, tiểu bang Illinois, Hoa Kỳ. Năm 2010, dân số của xã này là 1.163 người.